# Panel-rasprava
Panel rasprava  ili panel-diskusija ili panel, organizirana javna rasprava na kojoj također sudjeluje publika. Predstavlja oblik rasprave za okruglim stolom većeg broja osoba na kojoj se raspravlja o nekom aktualnom problemu.